# Eric Mouloungui
Éric Mouloungui (Port-Gentil, Gabón, 1 de abril de 1984), futbolista gabonés. Jugaba tanto de delantero como de extremo derecha y extremo izquierda. Actualmente se encuentra retirado.

## Selección nacional
Ha sido internacional con la Selección de fútbol de Gabón, ha jugado 39 partidos internacionales y ha anotado 7 goles.

## Clubes
| Club                   | País                   | Año       |
| ---------------------- | ---------------------- | --------- |
| AS Mangasport          | Gabón                  | 1999-2002 |
| Vauban Strasbourg      | Francia                | 2002      |
| RC Strasburgo          | Francia                | 2002-2006 |
| FC Gueugnon            | Francia                | 2005-2006 |
| RC Strasburgo          | Francia                | 2006-2008 |
| Olympique Niza         | Francia                | 2008-2012 |
| Al-Wahda (Abu Dabi)    | Emiratos Árabes Unidos | 2012-2013 |
| Śląsk Wrocław          | Polonia                | 2013      |
| Al-Wahda (Abu Dabi)    | Emiratos Árabes Unidos | 2013-2014 |
| Shenyang Zhongze       | China                  | 2014-2015 |
| CF Mounama             | Gabón                  | 2015-2017 |
| AS Béziers             | Francia                | 2017      |
| JS Saint-Jean Beaulieu | Francia                | 2017-2019 |